# Карл Фридрих Август Мекленбург-Стрелицкий
Карл Фридрих Август Мекленбург-Стрелицкий (нем. Karl Friedrich August zu Mecklenburg-Strelitz; 1785—1837) — герцог Мекленбургский, член владетельного дома Мекленбург-Стрелиц, прусский генерал пехоты (по другим данным, генерал-майор австрийской службы), участник коалиционных войн с Наполеоном в 1805—1815 годах.
Сводный брат королевы Луизы Прусской. Имел существенное влияние на прусскую политику.

## Биография
Карл Фридрих Август Мекленбург-Стрелицкий родился 30 ноября 1785 года в городе Ганновере в семье герцога Карла II и его второй супруги Шарлотты Гессен-Дармштадтской.
В 1804 году поступил на прусскую службу, участвовал в кампаниях 1806 и 1813—1815 годов. 25 сентября 1818 года был награждён орденом Св. Андрея Первозванного.
С 1827 года герцог Карл Фридрих Август Мекленбург-Стрелицкий занимал должность председателя Государственного совета Пруссии с правом участия в совещаниях Тайного совета министров. Карл Фридрих Август был убежденным абсолютистом и имел в этом смысле большое влияние на ход дел в Пруссии, особенно после смерти Гарденберга .
Занимался писательской деятельностью, издал со своим предисловием «Dienstvorschriften des Gardekorps»; под псевдонимом Weisshaupt написал комедию «Die Isolierten» и трагедию «Der ewige Jude».
Герцог Карл Фридрих Август Мекленбург-Стрелицкий не был женат, умер 21 сентября 1837 года в столице Германии и был похоронен в Мирове.

## Награды
Королевства Пруссия:
- Орден Чёрного орла (21 июля 1810); бриллиантовые украшения (30 ноября 1827)[8]
- Орден Красного орла 1-го класса (21 июля 1810, как кавалер ордена Чёрного орла)
- Орден Святого Иоанна, почётный рыцарь (1812, Ehrenritter)[9]
- Железный крест 1-го класса (31 августа 1813)[10] и 2-го класса на чёрной ленте
- Орден «Pour le Mérite» с дубовыми листьями (9 октября 1813)[11]
- Крест за выслугу лет[нем.] (1825)

Российской империи:
- Орден Святого Александра Невского (23 октября 1805)[12]
- Орден Святого Владимира 2-й степени (7 октября 1813)[13]
- Орден Святого Георгия 3-го класса (№ 348, 10 декабря 1813)[14]
- Орден Святой Анны 1-й степени (25 сентября 1818)[15]
- Орден Святого апостола Андрея Первозванного (25 сентября 1818)[16]

Прочие:
- Королевский Гвельфский орден, большой крест (королевство Ганновер)
- Орден Людвига, большой крест (великое герцогство Гессен)
- Военный орден Марии Терезии, рыцарский крест (Австрийская империя)
- Королевский венгерский орден Святого Стефана, большой крест (королевство Венгрия)